# Barlage
Barlage (Gronings: Ballege) is een buurtschap in de gemeente Stadskanaal in de Nederlandse provincie Groningen. Bij Vlagtwedde is een streek met dezelfde naam. Om die reden wordt ook wel gesproken van Onstwedder Barlage. De naam van de plaats betekent ongeveer berkenbos (bar = berk, lage is plek (vgl. het Duitse Lage)).
Enigszins merkwaardig is de huidige lintbebouwing.

## Geschiedenis
Bodemvondsten (onder andere bronzen zwaard, kokermes en halsring) wijzen op bewoning in de vroege ijzertijd rond 1000 v. Chr. De halsring werd in 1919 of 1920 gevonden in het veen bij Barlage en was waarschijnlijk een votiefgave, die volgens archeoloog Jay Butler rond 500 v.Chr. in het veen werd gelegd. Het betreft een eenvoudige bronzen imitatie van een wendelring met twee gegoten bronzen schuifstukken en een stuk barnsteen. De vondst geeft aan dat rond die tijd nog bewoning mogelijk was in dit gebied, dat in die tijd steeds meer ingesloten werd door het veen. Vervolgens was het gebied ongeveer 1000 jaar onbewoond, alvorens het in de vroege middeleeuwen weer werd gekoloniseerd vanuit het Emsland.
In 1659 wordt de plek voor het eerst genoemd als Barlager broeck.

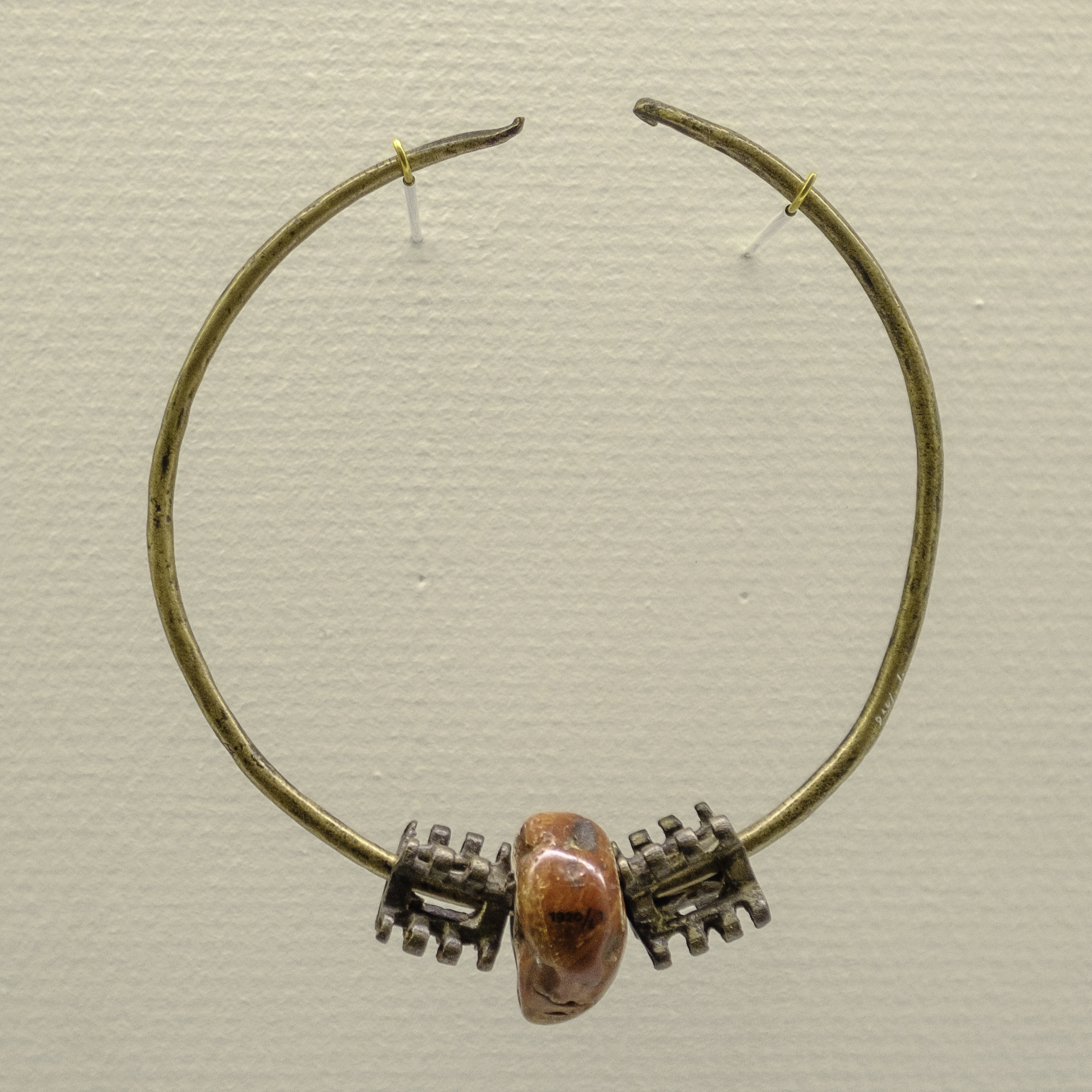
Halsring van Barlage

Het eerste drie huizen van het huidige dorp werden gebouwd in 1874 ten zuidwesten van de Vlagtwedder Vennen.
Dorpen:
Alteveer (deels) · Ceresdorp · Kopstukken · Mussel · Musselkanaal · Onstwedde · Smeerling · Stadskanaal

Gehuchten: Barlage · Blekslage · Braamberg · Höchte · Horsten · Sterenborg · Ter Wupping · Vledderhuizen · Vledderveen · Vosseberg

Buurtschappen: Höfte · Holte · Oomsberg · Tange · Ter Maarsch · Veenhuizen · Wessinghuizen

Kanalen: Stadskanaal · Musselkanaal · Mussel-Aa-kanaal      Bos: Dr. Hommesbos

Groningen: Steden en dorpen      Nederland: Provincies · Gemeenten